# 最爛學生？
最烂学生?是马来西亚的2013年网络电影，由钟盛忠自编自导，在YouTube平台播出。由钟盛忠、钟晓玉、林大咏、王增凯、钟旭辉、林佩珊及邱敦清领衔主演并由刘慧睛、张志发、俞希宗、杨素蕊、蔡家豪及黃美凤士特别演出。导演为钟盛忠。2014年，此網路电影确认拍摄续集《最烂学生?2》。

## 外部連結
- 最烂学生？官方完整版 （页面存档备份，存于）